# Bill Widén
Bill Ervind Alarik Widén, född 19 maj 1932 i Korpo, död 15 maj 2006 i Åbo, var en finländsk  kyrkohistoriker. Han var gift med historikern Solveig Widén.
Widén blev filosofie doktor 1964 och teologie licentiat 1964. Han var 1965–1967 tillförordnad och 1967–1995 ordinarie professor i kyrkohistoria vid Åbo Akademi, vars rektor han var 1978–1982.
Widén inledde sin bana som profanhistoriker, men gjorde sin viktigaste insats på kyrkohistoriens fält. Bland hans verk märks två arbeten som behandlar 1700-talets kateketundervisning i lappmarkerna, doktorsavhandlingen Kateketinstitutionen i Sveriges och Finlands lappmarker (1965) och Kristendomsundervisning och nomadliv (1964). Han intresserade sig även för institutionshistoria, vilket resulterade bland annat i Prästmötet i Åbo stift 1629–1864 (1967), och emigrationshistoria, bland annat i Korpobor i Amerika (1975). Den kyrkliga informationsspridningen i äldre tider avhandlades i verket Predikstolen som massmedium (2002). 